# Saint-Gaultier
Pour les articles homonymes, voir Gaultier.
Ne doit pas être confondu avec Saint Gaultier.
Saint-Gaultier (en français : [sɛ̃.gotje] ) est une commune française située dans le département de l'Indre, en région Centre-Val de Loire.

## Géographie

### Localisation
La commune est située dans le sud du département de l'Indre.
Les communes limitrophes sont : Thenay (1 km), Rivarennes (3 km), Nuret-le-Ferron (5 km) et Chasseneuil (6 km).
Les services préfectoraux sont situés au Le Blanc (27 km), Châteauroux (29 km), La Châtre (44 km) et Issoudun (55 km).

### Lieux-dits, hameaux et écarts
Les hameaux et lieux-dits de la commune sont : les Belleloux, la Mottequin et le Domaine Neuf.
Tous les hameaux sont situés près de la Creuse dans le sud de la commune, sauf les deux hameaux signalés sur la route de Buzançais (la D 11 vers le nord).

### Hydrographie
Le territoire communal est arrosé par les rivières Creuse et Bouzanteuil. Le confluent de ces deux cours d'eau est sur le territoire de la commune.

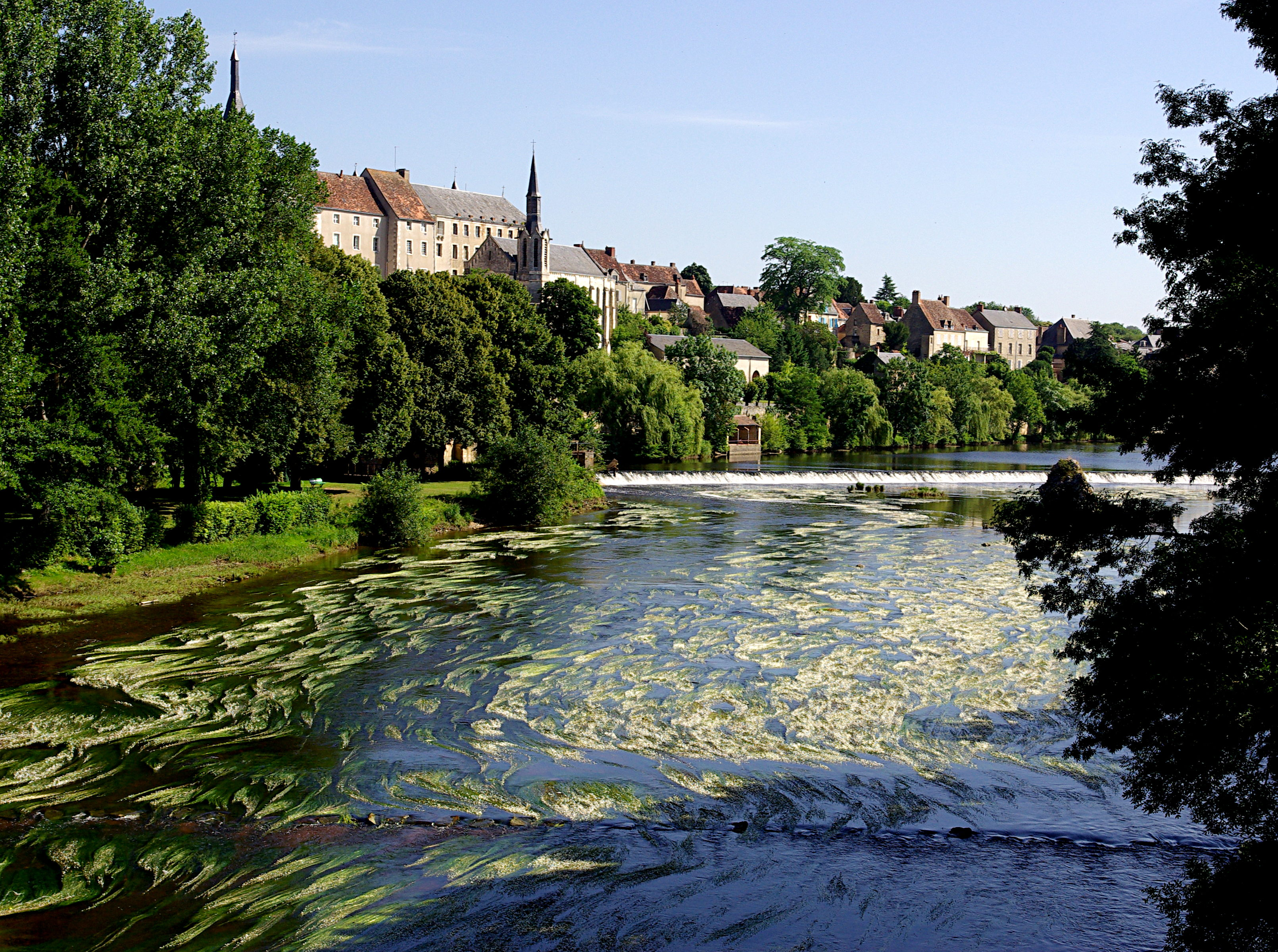
La rivière Creuse en 2008.
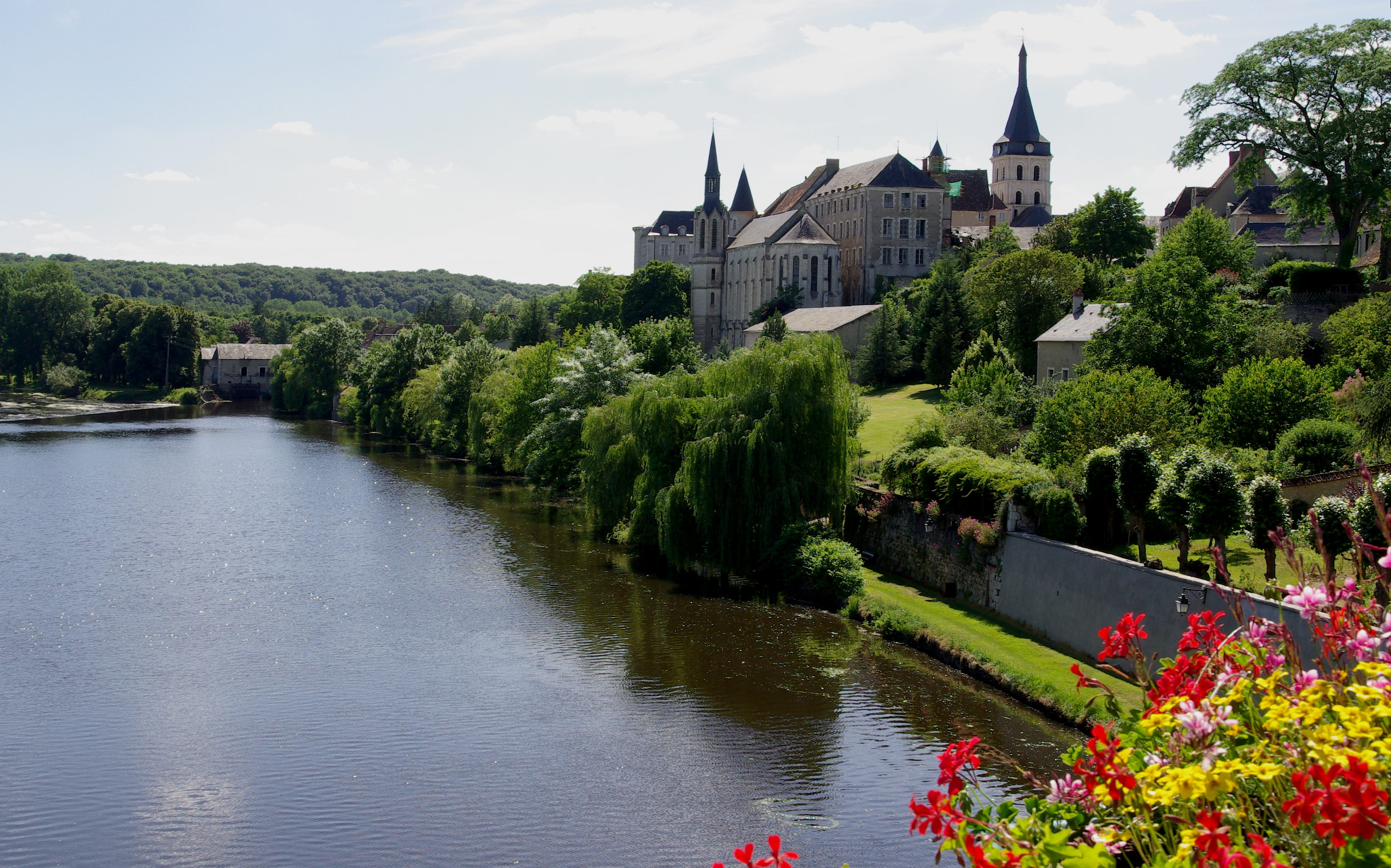
La rivière Creuse en 2008.

### Climat
Pour des articles plus généraux, voir Climat du Centre-Val de Loire et Climat de l'Indre.
En 2010, le climat de la commune est de type climat océanique dégradé des plaines du Centre et du Nord, selon une étude du CNRS s'appuyant sur une série de données couvrant la période 1971-2000. En 2020, Météo-France publie une typologie des climats de la France métropolitaine dans laquelle la commune est exposée à un climat océanique altéré et est dans la région climatique Centre et contreforts nord du Massif Central, caractérisée par un air sec en été et un bon ensoleillement.
Pour la période 1971-2000, la température annuelle moyenne est de 11,9 °C, avec une amplitude thermique annuelle de 15,2 °C. Le cumul annuel moyen de précipitations est de 736 mm, avec 11,3 jours de précipitations en janvier et 7,1 jours en juillet. Pour la période 1991-2020, la température moyenne annuelle observée sur la station météorologique de Météo-France la plus proche, sur la commune de Rosnay à 17 km à vol d'oiseau, est de 12,5 °C et le cumul annuel moyen de précipitations est de 720,9 mm,. Pour l'avenir, les paramètres climatiques de la commune estimés pour 2050 selon différents scénarios d'émission de gaz à effet de serre sont consultables sur un site dédié publié par Météo-France en novembre 2022.

### Paysages
Elle est située dans la région naturelle du Boischaut Sud, au sein du parc naturel régional de la Brenne.

## Urbanisme

### Typologie
Au 1er janvier 2024, Saint-Gaultier est catégorisée bourg rural, selon la nouvelle grille communale de densité à sept niveaux définie par l'Insee en 2022.
Elle appartient à l'unité urbaine de Saint-Gaultier, une agglomération intra-départementale regroupant deux  communes, dont elle est ville-centre,,. La commune est en outre hors attraction des villes,.

### Zonages d'études
La commune se situe dans l'unité urbaine de Saint-Gaultier, dans la zone d’emploi de Châteauroux et dans le bassin de vie d’Argenton-sur-Creuse.

### Logement
Le tableau ci-dessous présente le détail du secteur des logements de la commune :
| Date du relevé                                              | 2013   |
| Nombre total de logements                                   | 1 089  |
| Résidences principales                                      | 74,7 % |
| Résidences secondaires                                      | 10,4 % |
| Logements vacants                                           | 14,9 % |
| Part des ménages propriétaires de leur résidence principale | 62,2 % |

### Voies de communication et transports

#### Voies de communication
Le territoire communal est desservi par les routes départementales : 1A, 11, 48C, 134, 927, 927B et 951.

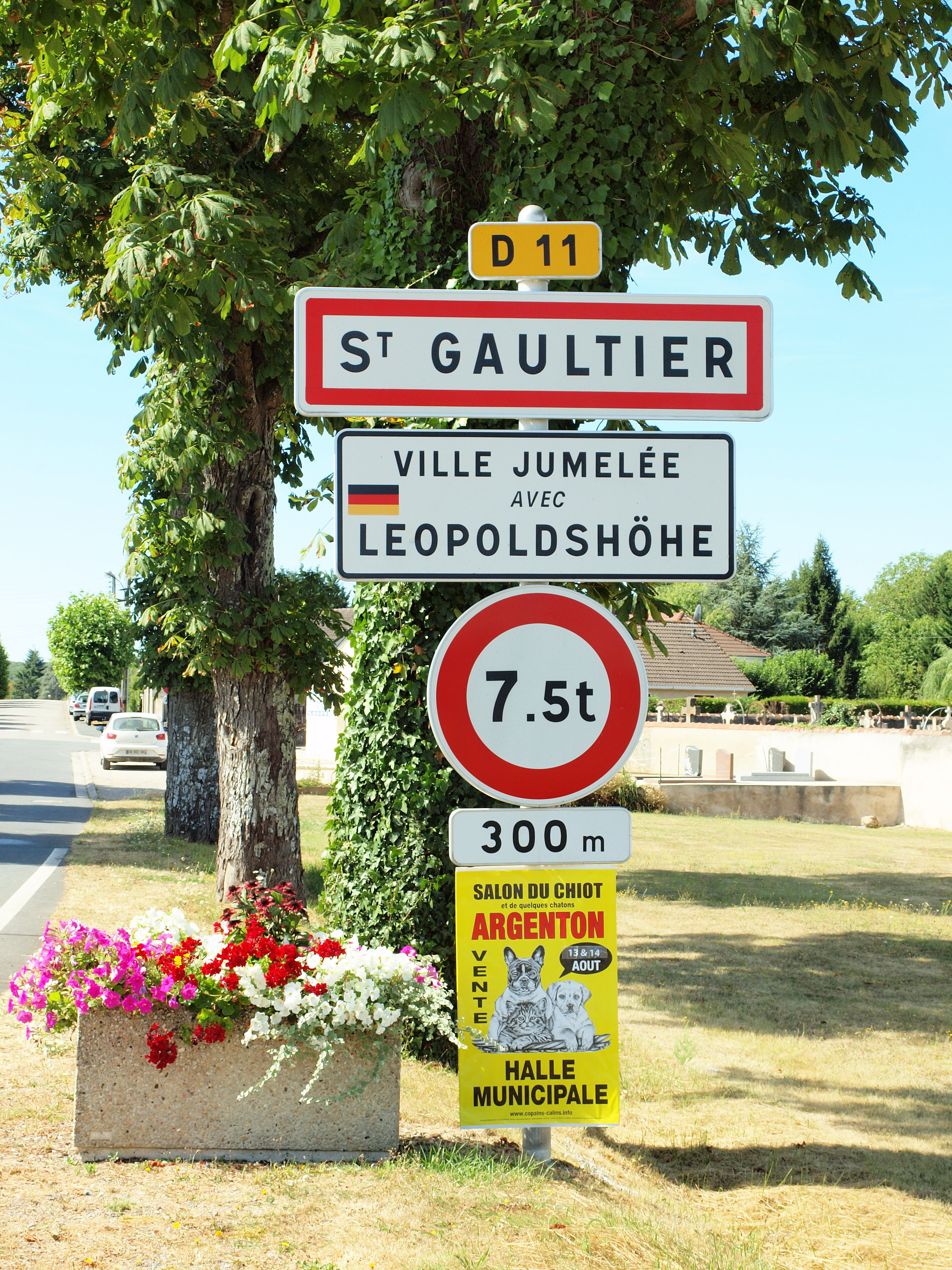
Le panneau d'entrée d’agglomération en 2016.

#### Transports
La ligne de Port-de-Piles à Argenton-sur-Creuse passait par le territoire communal, une gare desservait la commune. La gare ferroviaire la plus proche est la gare d'Argenton-sur-Creuse, à 10 km.
Saint-Gaultier est desservie par la ligne N du Réseau de mobilité interurbaine et par la ligne 4.3 du réseau d'autocars TER Centre-Val de Loire.
L'aéroport le plus proche est l'aéroport de Châteauroux-Centre, à 38 km.

### Risques naturels et technologiques
La commune est classée en zone de sismicité 2, correspondant à une sismicité faible.

### Risques majeurs
Le territoire de la commune de Saint-Gaultier est vulnérable à différents aléas naturels : météorologiques (tempête, orage, neige, grand froid, canicule ou sécheresse), inondations, feux de forêts et séisme (sismicité faible). Il est également exposé à deux risques technologiques, le transport de matières dangereuses et la rupture d'un barrage. Un site publié par le BRGM permet d'évaluer simplement et rapidement les risques d'un bien localisé soit par son adresse soit par le numéro de sa parcelle.

#### Risques naturels
Certaines parties du territoire communal sont susceptibles d’être affectées par le risque d’inondation par débordement de cours d'eau, notamment la Creuse et le Bouzanteuil. La commune a été reconnue en état de catastrophe naturelle au titre des dommages causés par les inondations et coulées de boue survenues en 1982, 1990, 1999 et 2016,.
Pour anticiper une remontée des risques de feux de forêt et de végétation vers le nord de la France en lien avec le dérèglement climatique, les services de l’État en région Centre-Val de Loire (DREAL, DRAAF, DDT) avec les SDIS ont réalisé en 2021 un atlas régional du risque de feux de forêt, permettant d’améliorer la connaissance sur les massifs les plus exposés. La commune, étant pour partie dans le massif de Luzeraize, est classée au niveau de risque 4, sur une échelle qui en comporte quatre (1 étant le niveau maximal).

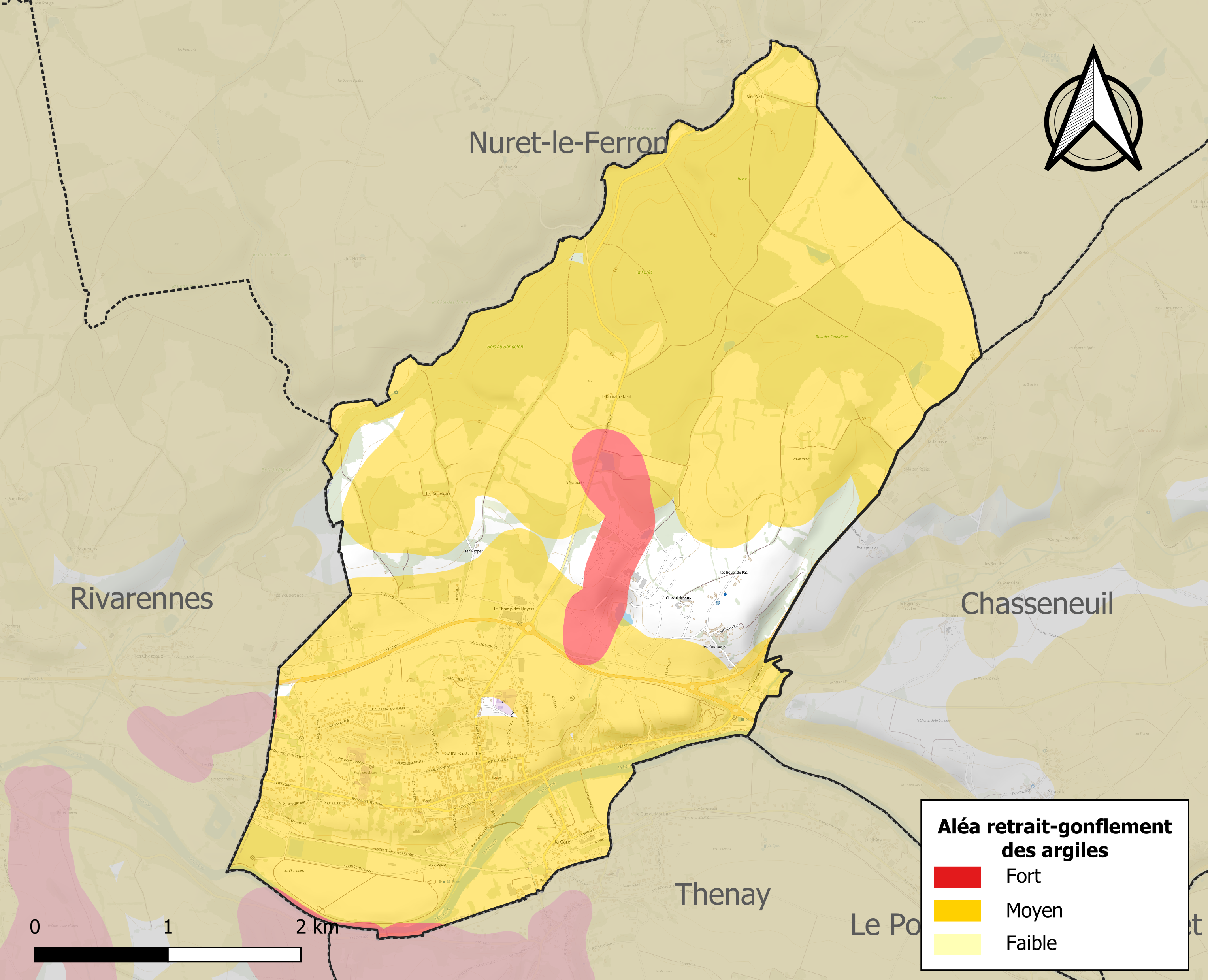
Carte des zones d'aléa retrait-gonflement des sols argileux de Saint-Gaultier.

Le retrait-gonflement des sols argileux est susceptible d'engendrer des dommages importants aux bâtiments en cas d’alternance de périodes de sécheresse et de pluie. 91,1 % de la superficie communale est en aléa moyen ou fort (84,7 % au niveau départemental et 48,5 % au niveau national). Sur les 976 bâtiments dénombrés sur la commune en 2019, 940 sont en aléa moyen ou fort, soit 96 %, à comparer aux 86 % au niveau départemental et 54 % au niveau national. Une cartographie de l'exposition du territoire national au retrait gonflement des sols argileux est disponible sur le site du BRGM,.
Concernant les mouvements de terrains, la commune a été reconnue en état de catastrophe naturelle au titre des dommages causés par la sécheresse en 2018 et par des mouvements de terrain en 1999.

#### Risques technologiques
Le risque de transport de matières dangereuses sur la commune est lié à sa traversée par des infrastructures routières ou ferroviaires importantes ou la présence d'une canalisation de transport d'hydrocarbures. Un accident se produisant sur de telles infrastructures est en effet susceptible d’avoir des effets graves au bâti ou aux personnes jusqu’à 350 m, selon la nature du matériau transporté. Des dispositions d’urbanisme peuvent être préconisées en conséquence.
La commune est en outre située en aval du Barrage d'Éguzon, de classe A et faisant l'objet d'un PPI, mis en eau en 1926, d’une hauteur de 58 mètres et retenant un volume de 57,3 millions de mètres cubes. À ce titre elle est susceptible d’être touchée par l’onde de submersion consécutive à la rupture de cet ouvrage.

## Toponymie
Au cours de la Révolution française, la commune porta provisoirement le nom de Roche-Libre.
Ses habitants sont appelés les Galtois ou Saint-Gaultiens.

## Histoire

### Moyen Âge
Saint-Gaultier doit son nom à Gaultier, abbé de l’abbaye de Lesterps en Charente.
En 1040, le comte de la Marche et le seigneur de Chabanais pillent et incendient l’abbaye de Lesterps. L’abbé Gaultier, absent au moment des faits, porte plainte auprès du souverain pontife qui excommunie les deux criminels. En réparation, le comte de la Marche dut pourvoir aux frais de reconstruction de l’abbaye. Le seigneur de Chabanais, quant à lui, dut faire don d’une terre qu’il possédait alors en Berry et qui s’étendait aux deux rives de la rivière Creuse. Sur la rive gauche, s’élevait Rivarennes. La rive droite est, à cette époque, une terre sans nom, habitée uniquement par quelques paysans.
C’est sur cette terre qu’il fut décidé, à la fin du XIe siècle, de bâtir une église dédiée à l’abbé Gaultier qui mourut en 1070 et fut canonisé trois ans plus tard.

### Révolution française et Empire
Saint-Gaultier était le siège d'une prévôté royale et faisait partie de l'élection de La Châtre. La seigneurie du village se partageait entre le prieur et le seigneur de Châteauroux.

### Époque contemporaine
La commune fut rattachée du 27 décembre 1993 au 31 décembre 2016 à la communauté de communes du pays d'Argenton-sur-Creuse.

## Politique et administration

### Découpage territorial
Saint-Gaultier est membre :
- de la communauté de communes Éguzon - Argenton - Vallée de la Creuse ;
- du canton de Saint-Gaultier ;
- de l'arrondissement du Blanc ;
- de la première circonscription de l'Indre.

### Administration municipale

#### Tendances politiques et résultats
| Élections présidentielles, résultats des deuxièmes tours.                                       | Élections présidentielles, résultats des deuxièmes tours. | Élections présidentielles, résultats des deuxièmes tours. | Élections présidentielles, résultats des deuxièmes tours. | Élections présidentielles, résultats des deuxièmes tours. | Élections présidentielles, résultats des deuxièmes tours. | Élections présidentielles, résultats des deuxièmes tours. | Élections présidentielles, résultats des deuxièmes tours. |
| Année                                                                                           | Élu                                                       | Élu                                                       | Élu                                                       | Battu                                                     | Battu                                                     | Battu                                                     | Participation                                             |
| ----------------------------------------------------------------------------------------------- | --------------------------------------------------------- | --------------------------------------------------------- | --------------------------------------------------------- | --------------------------------------------------------- | --------------------------------------------------------- | --------------------------------------------------------- | --------------------------------------------------------- |
| 2002                                                                                            | 83.69 %                                                   | Jacques Chirac                                            | RPR                                                       | 16.31 %                                                   | Jean-Marie Le Pen                                         | FN                                                        | 79.80 %                                                   |
| 2007                                                                                            | 47.10 %                                                   | Nicolas Sarkozy                                           | UMP                                                       | 52.90 %                                                   | Ségolène Royal                                            | PS                                                        | 84.68 %                                                   |
| 2012                                                                                            | 61.87 %                                                   | François Hollande                                         | PS                                                        | 38.13 %                                                   | Nicolas Sarkozy                                           | UMP                                                       | 82.65 %                                                   |
| 2017                                                                                            | 64.48 %                                                   | Emmanuel Macron                                           | EM                                                        | 35.52 %                                                   | Marine Le Pen                                             | FN                                                        | 76.47 %                                                   |
| 2022                                                                                            | %                                                         | Emmanuel Macron                                           | LREM                                                      | %                                                         | Marine Le Pen                                             | RN                                                        | %                                                         |
| Élections législatives, résultats des deux meilleurs scores du dernier tour de scrutin.         |                                                           |                                                           |                                                           |                                                           |                                                           |                                                           |                                                           |
| Année                                                                                           | Élu                                                       | Élu                                                       | Élu                                                       | Battu                                                     | Battu                                                     | Battu                                                     | Participation                                             |
| Saint-Gaultier est répartie sur plusieurs circonscriptions, cf. les résultats des .             |                                                           |                                                           |                                                           |                                                           |                                                           |                                                           |                                                           |
| Avant 2010, Saint-Gaultier est répartie sur plusieurs circonscriptions, cf. les résultats des . |                                                           |                                                           |                                                           |                                                           |                                                           |                                                           |                                                           |
| 2002                                                                                            | 51.68 %                                                   | Jean-Paul Chanteguet                                      | PS                                                        | 48.32 %                                                   | Gilles Peyrot-des-Gachons                                 | UMP                                                       | 65.88 %                                                   |
| 2007                                                                                            | 57.35 %                                                   | Jean-Paul Chanteguet                                      | PS                                                        | 42.65 %                                                   | Bernard Pousset                                           | UMP                                                       | 66.50 %                                                   |
| Après 2010, Saint-Gaultier est répartie sur plusieurs circonscriptions, cf. les résultats de .  |                                                           |                                                           |                                                           |                                                           |                                                           |                                                           |                                                           |
| 2012                                                                                            | 64.18 %                                                   | Jean-Paul Chanteguet                                      | PS                                                        | 35.82 %                                                   | François Jolivet                                          | UMP                                                       | 61.24 %                                                   |
| 2017                                                                                            | 70.46 %                                                   | François Jolivet                                          | UMP                                                       | 29.54 %                                                   | Mylène Wunsch                                             | FN                                                        | 44.08 %                                                   |
| 2022                                                                                            | %                                                         |                                                           |                                                           | %                                                         |                                                           |                                                           | %                                                         |
| 2024                                                                                            | %                                                         |                                                           |                                                           | %                                                         |                                                           |                                                           | %                                                         |
| Élections européennes, résultats des deux meilleurs scores.                                     |                                                           |                                                           |                                                           |                                                           |                                                           |                                                           |                                                           |
| Année                                                                                           | Liste 1re                                                 | Liste 1re                                                 | Liste 1re                                                 | Liste 2e                                                  | Liste 2e                                                  | Liste 2e                                                  | Participation                                             |
| 2004                                                                                            | 37.37 %                                                   | Catherine Guy-Quint                                       | PS                                                        | 18.91 %                                                   | Brice Hortefeux                                           | UMP                                                       | 49.76 %                                                   |
| 2009                                                                                            | 27.67 %                                                   | Jean-Pierre Audy                                          | UMP                                                       | 24.34 %                                                   | Henri Weber                                               | PS                                                        | 44.44 %                                                   |
| 2014                                                                                            | 24.68 %                                                   | Bernard Monot                                             | FN                                                        | 22.28 %                                                   | Brice Hortefeux                                           | UMP                                                       | 46.38 %                                                   |
| 2019                                                                                            | 28.60 %                                                   | Jordan Bardella                                           | FN                                                        | 17.26 %                                                   | Nathalie Loiseau                                          | LREM                                                      | 55.46 %                                                   |
| 2024                                                                                            | %                                                         |                                                           |                                                           | %                                                         |                                                           |                                                           | %                                                         |
| Élections régionales, résultats des deux meilleurs scores.                                      |                                                           |                                                           |                                                           |                                                           |                                                           |                                                           |                                                           |
| Année                                                                                           | Liste 1re                                                 | Liste 1re                                                 | Liste 1re                                                 | Liste 2e                                                  | Liste 2e                                                  | Liste 2e                                                  | Participation                                             |
| 2004                                                                                            | 56.99 %                                                   | Michel Sapin                                              | PS                                                        | 29.25 %                                                   | Serge Vinçon                                              | UMP                                                       | 67.74 %                                                   |
| 2010                                                                                            | 58.89 %                                                   | François Bonneau                                          | PS                                                        | 28.36 %                                                   | Hervé Novelli                                             | UMP                                                       | 56.05 %                                                   |
| 2015                                                                                            | 40.43 %                                                   | François Bonneau                                          | PS                                                        | 31.00 %                                                   | Philippe Vigier                                           | UDI                                                       | 61.06 %                                                   |
| 2021                                                                                            | %                                                         |                                                           |                                                           | %                                                         |                                                           |                                                           | %                                                         |
| Élections cantonales, résultats des deux meilleurs scores du dernier tour de scrutin.           |                                                           |                                                           |                                                           |                                                           |                                                           |                                                           |                                                           |
| Année                                                                                           | Élu                                                       | Élu                                                       | Élu                                                       | Battu                                                     | Battu                                                     | Battu                                                     | Participation                                             |
| Saint-Gaultier est répartie sur plusieurs cantons, cf. les résultats de ceux de .               |                                                           |                                                           |                                                           |                                                           |                                                           |                                                           |                                                           |
| 2001                                                                                            | %                                                         |                                                           |                                                           | %                                                         |                                                           |                                                           | indisponible %                                            |
| 2004                                                                                            | 58.79 %                                                   | Jean-Louis Simoulin élu au premier tour                   | PS                                                        | 22.89 %                                                   | Jean-François Lacote                                      | DVD                                                       | 67.74 %                                                   |
| 2008                                                                                            | %                                                         |                                                           |                                                           | %                                                         |                                                           |                                                           | indisponible %                                            |
| 2011                                                                                            | 47.79 %                                                   | Jean-Louis Simoulin élu au premier tour                   | PS                                                        | 19.97 %                                                   | Alexis Quessada                                           | UMP                                                       | 55.66 %                                                   |
| Élections départementales, résultats des deux meilleurs scores du dernier tour de scrutin.      |                                                           |                                                           |                                                           |                                                           |                                                           |                                                           |                                                           |
| Année                                                                                           | Élus                                                      | Élus                                                      | Élus                                                      | Battus                                                    | Battus                                                    | Battus                                                    | Participation                                             |
| Saint-Gaultier est répartie sur plusieurs cantons, cf. les résultats de ceux de .               |                                                           |                                                           |                                                           |                                                           |                                                           |                                                           |                                                           |
| 2015                                                                                            | 68.29 %                                                   | Lydie Lacou Gérard Mayaud                                 | UD                                                        | 31.76 %                                                   | Christelle Jourdain Laurent Petit                         | FN                                                        | 55.46 %                                                   |
| 2021                                                                                            | %                                                         |                                                           |                                                           | %                                                         |                                                           |                                                           | %                                                         |
| Référendums.                                                                                    |                                                           |                                                           |                                                           |                                                           |                                                           |                                                           |                                                           |
| Année                                                                                           | Oui (national)                                            | Oui (national)                                            | Oui (national)                                            | Non (national)                                            | Non (national)                                            | Non (national)                                            | Participation                                             |
| 1992                                                                                            | 44.66 % (51,04 %)                                         | 44.66 % (51,04 %)                                         | 44.66 % (51,04 %)                                         | 55.34 % (48,96 %)                                         | 55.34 % (48,96 %)                                         | 55.34 % (48,96 %)                                         | 72.32 %                                                   |
| 2000                                                                                            | 73.11 % (73,21 %)                                         | 73.11 % (73,21 %)                                         | 73.11 % (73,21 %)                                         | 26.89 % (26,79 %)                                         | 26.89 % (26,79 %)                                         | 26.89 % (26,79 %)                                         | 33.61 %                                                   |
| 2005                                                                                            | 37.99 % (45,33 %)                                         | 37.99 % (45,33 %)                                         | 37.99 % (45,33 %)                                         | 62.01 % (54,67 %)                                         | 62.01 % (54,67 %)                                         | 62.01 % (54,67 %)                                         | 72.19 %                                                   |

#### Liste des maires
| Période                                  | Période   | Identité            | Étiquette | Qualité |
| ---------------------------------------- | --------- | ------------------- | --------- | --- |
| Les données manquantes sont à compléter. |           |                     |           | |
| juin 1995                                | mars 2001 | Jean-Paul Mourot    | RPR       | Gérant de société, secrétaire d'État (1978 → 1981) Ancien député de l'Indre (3e circ.) (1968 → 1978) Ancien conseiller général de Tournon-Saint-Martin (1974 → 1985) Ancien maire du Blanc (1971 → 1977) |
| mars 2001                                | mars 2008 | Claude Levrat       | DVD       | Ancien adjoint |
| mars 2008                                | mars 2014 | Jean-Louis Simoulin | PS        | Vétérinaire retraité Conseiller régional du Centre Conseiller général de Saint-Gaultier (1984 → 2015) |
| mars 2014                                | En cours  | Bruno Chartier      | DVG       | Fonctionnaire Réélu pour le mandat 2020-2026 |

### Jumelages
La commune est jumelée avec :
- Leopoldshöhe (Allemagne) depuis 1990.

## Équipements et services publics

### Espaces publics
- Office de tourisme[58]
- Maison de services au public[59]

### Enseignement
La commune dépend de la circonscription académique du Blanc.

### Postes et télécommunications
Saint-Gaultier compte un bureau de poste.

### Justice, sécurité, secours et défense
- Gendarmerie nationale[63]
- Centre de secours[64]
- Centre d'entretien et d'exploitation des routes du conseil départemental de l'Indre[65]

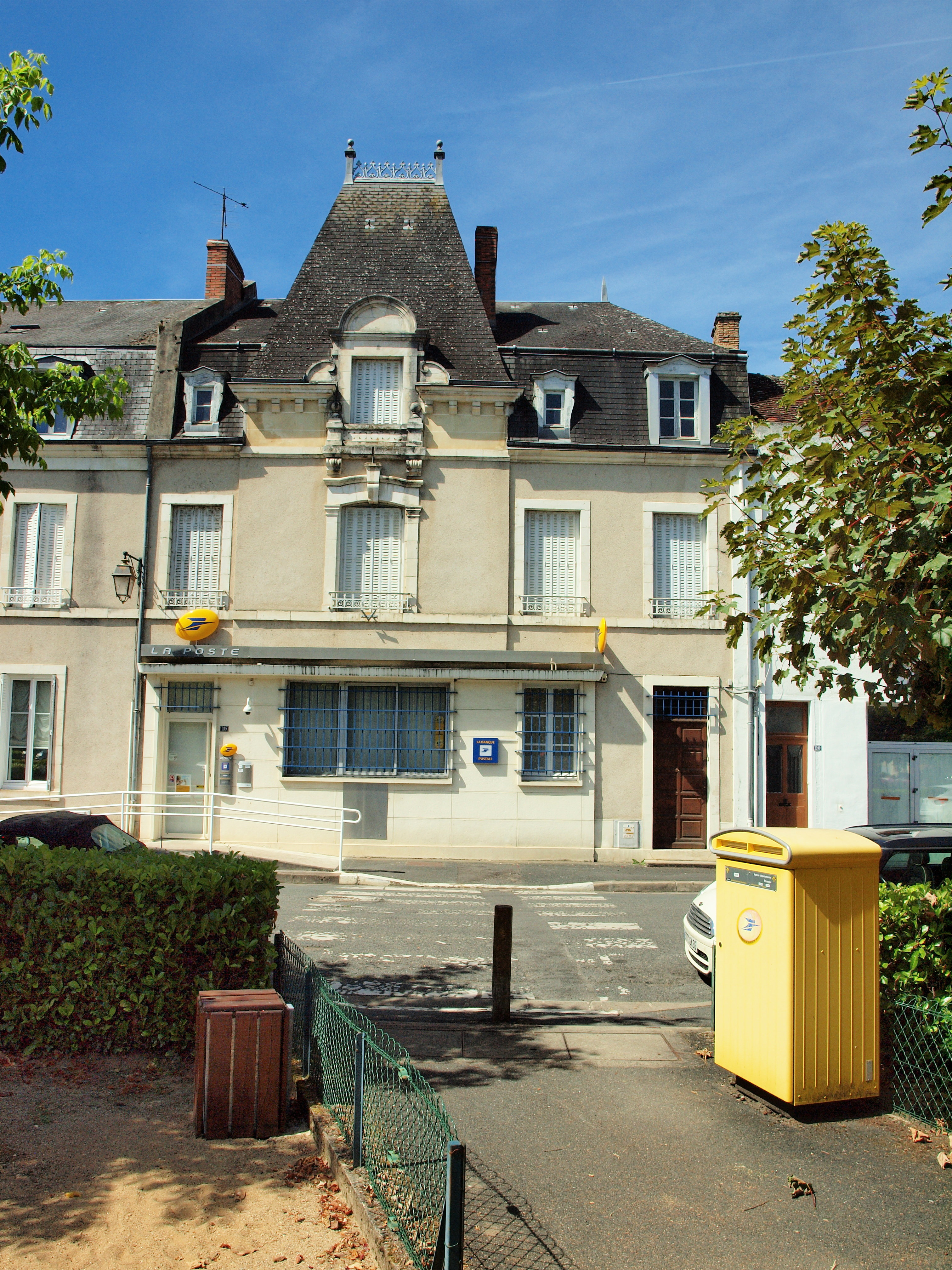
Le bureau de poste en 2016.
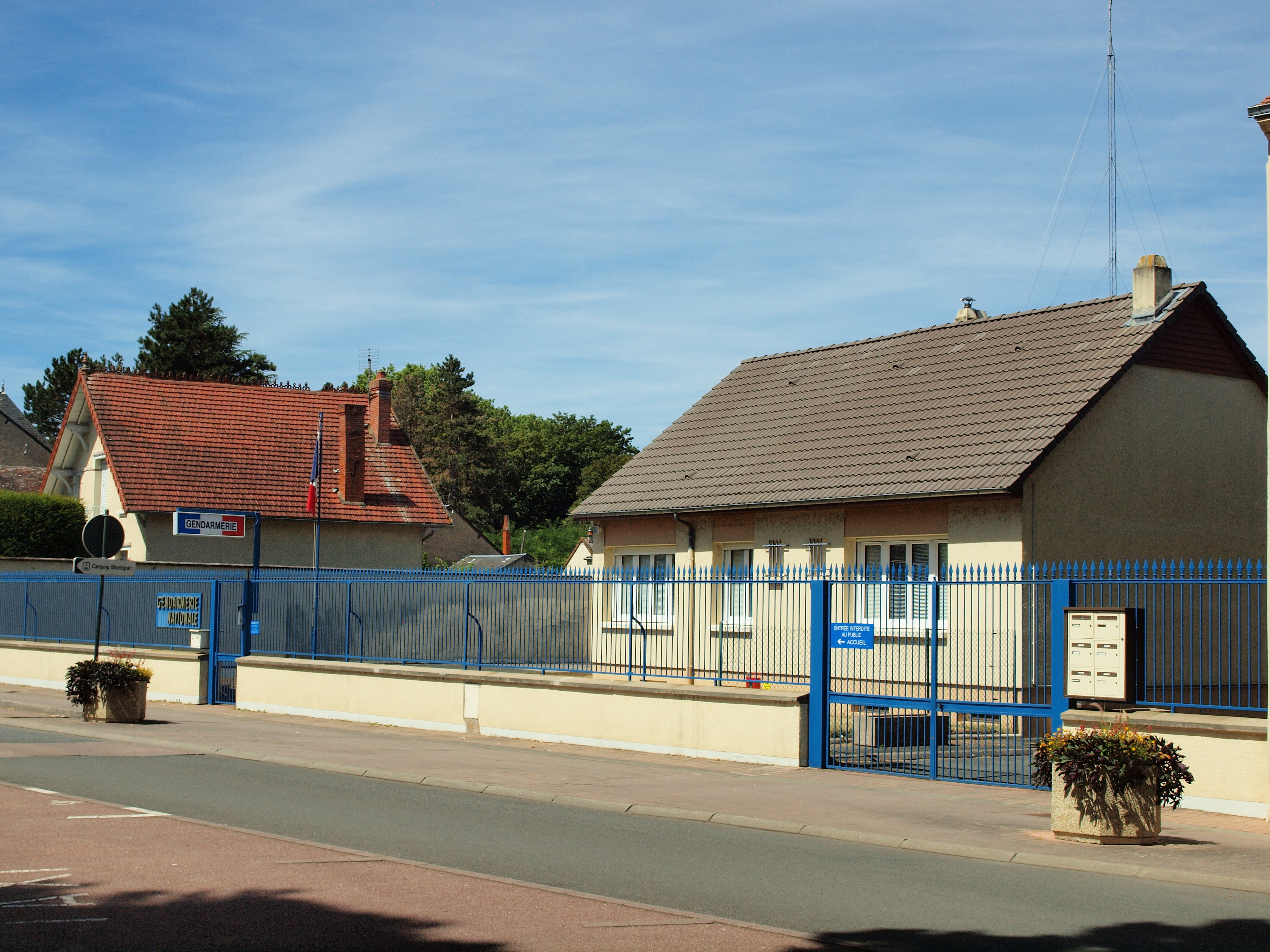
La gendarmerie nationale en 2016.

## Population et société

### Démographie
L'évolution du nombre d'habitants est connue à travers les recensements de la population effectués dans la commune depuis 1793. Pour les communes de moins de 10 000 habitants, une enquête de recensement portant sur toute la population est réalisée tous les cinq ans, les populations de référence des années intermédiaires étant quant à elles estimées par interpolation ou extrapolation. Pour la commune, le premier recensement exhaustif entrant dans le cadre du nouveau dispositif a été réalisé en 2005.

En 2022, la commune comptait 1 714 habitants, en évolution de −6,19 % par rapport à 2016 (Indre : −3 %, France hors Mayotte : +2,11 %).
| 1793  | 1800 | 1806  | 1821  | 1831  | 1836  | 1841  | 1846  | 1851  |
| ----- | ---- | ----- | ----- | ----- | ----- | ----- | ----- | ----- |
| 1 131 | 993  | 1 102 | 1 334 | 1 622 | 1 605 | 1 793 | 1 973 | 2 034 |

| 1856  | 1861  | 1866  | 1872  | 1876  | 1881  | 1886  | 1891  | 1896  |
| ----- | ----- | ----- | ----- | ----- | ----- | ----- | ----- | ----- |
| 2 013 | 1 912 | 1 983 | 2 122 | 2 228 | 2 266 | 2 539 | 2 451 | 2 422 |

| 1901  | 1906  | 1911  | 1921  | 1926  | 1931  | 1936  | 1946  | 1954  |
| ----- | ----- | ----- | ----- | ----- | ----- | ----- | ----- | ----- |
| 2 430 | 2 503 | 2 659 | 2 382 | 2 458 | 2 252 | 2 217 | 2 242 | 2 339 |

| 1962  | 1968  | 1975  | 1982  | 1990  | 1999  | 2005  | 2006  | 2010  |
| ----- | ----- | ----- | ----- | ----- | ----- | ----- | ----- | ----- |
| 2 133 | 2 235 | 2 174 | 2 042 | 1 995 | 1 934 | 1 976 | 1 958 | 1 883 |

| 2015  | 2020  | 2022  | - | - | - | - | - | - |
| ----- | ----- | ----- | - | - | - | - | - | - |
| 1 823 | 1 734 | 1 714 | - | - | - | - | - | - |

### Sports
Le territoire communal est traversé par la voie verte des Vallées.

### Médias
La commune est couverte par les médias suivants : La Nouvelle République du Centre-Ouest, Le Berry républicain, L'Écho - La Marseillaise, La Bouinotte, Le Petit Berrichon, France 3 Centre-Val de Loire, Berry Issoudun Première, Vibration, Forum, France Bleu Berry et RCF en Berry.

### Cultes

#### Culte catholique
La commune de Saint-Gaultier dépend de l'archidiocèse de Bourges, du doyenné du Val de Creuse et de la paroisse de Saint-Gaultier. Le lieu de culte est l'église Saint-Gaultier.

## Économie

### Revenus de la population et fiscalité
Le revenu net déclaré moyen par foyer fiscal et le pourcentage de foyers fiscaux imposables sont présentés dans les tableaux ci-dessous, :
|                     | 2009     | 2015     |
| Saint-Gaultier      | ?€       | 18 059 € |
| Indre               | 19 310 € | 19 175 € |
| Centre-Val de Loire | 22 400 € | 20 494 € |
| France              | 23 433 € | 20 566 € |

|                     | 2009   | 2015   |
| Saint-Gaultier      | ?%     | ?%     |
| Indre               | 47,9 % | 48,7 % |
| Centre-Val de Loire | 55,1 % | 55,5 % |
| France              | 54,3 % | 55,4 % |

### Entreprises et commerces
Saint-Gaultier dispose de plusieurs commerces en centre-ville et d'un supermarché.
La commune se trouve dans l'aire géographique et dans la zone de production du lait, de fabrication et d'affinage du fromage Valençay.

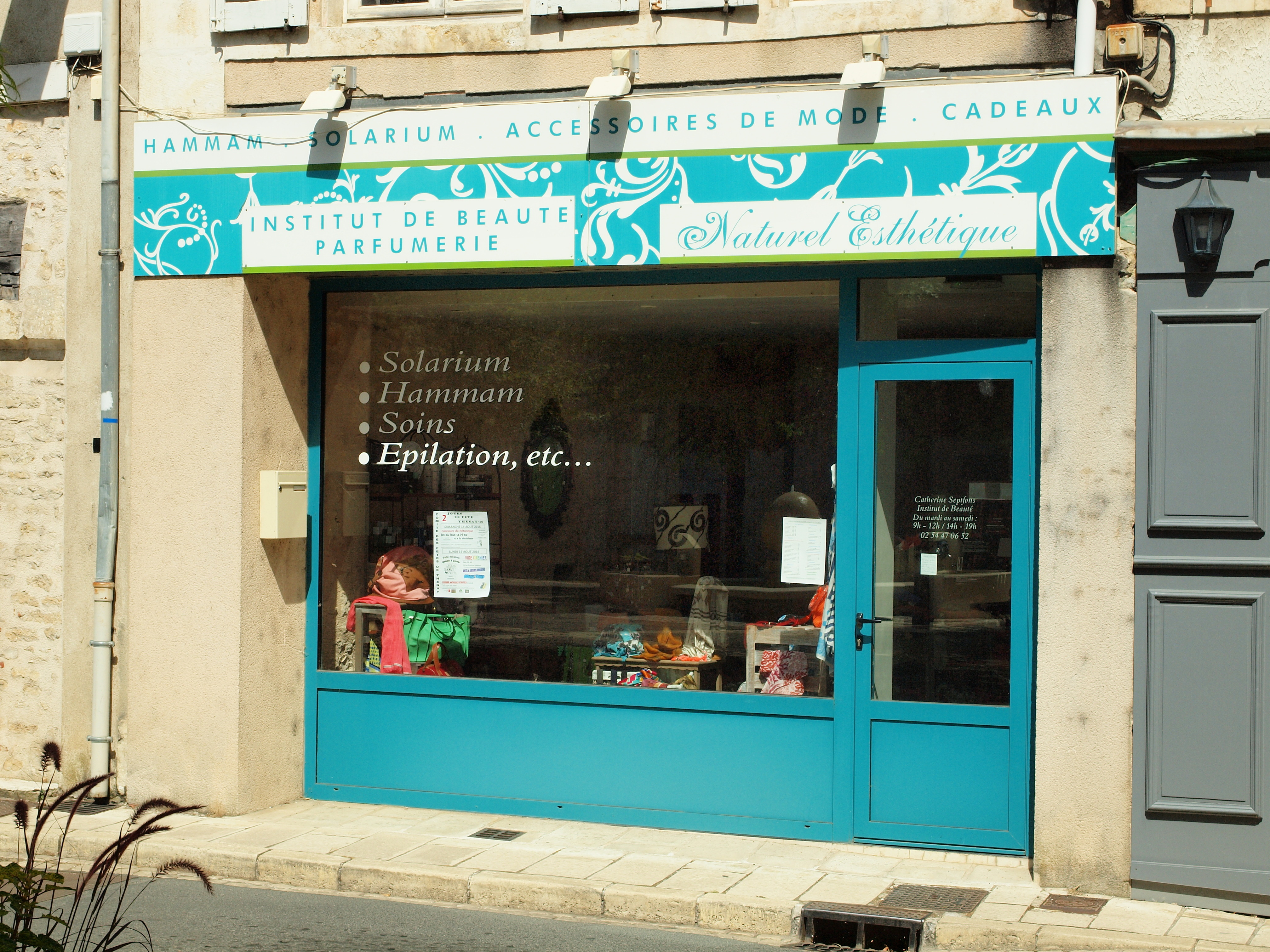
Un institut de beauté en 2016.
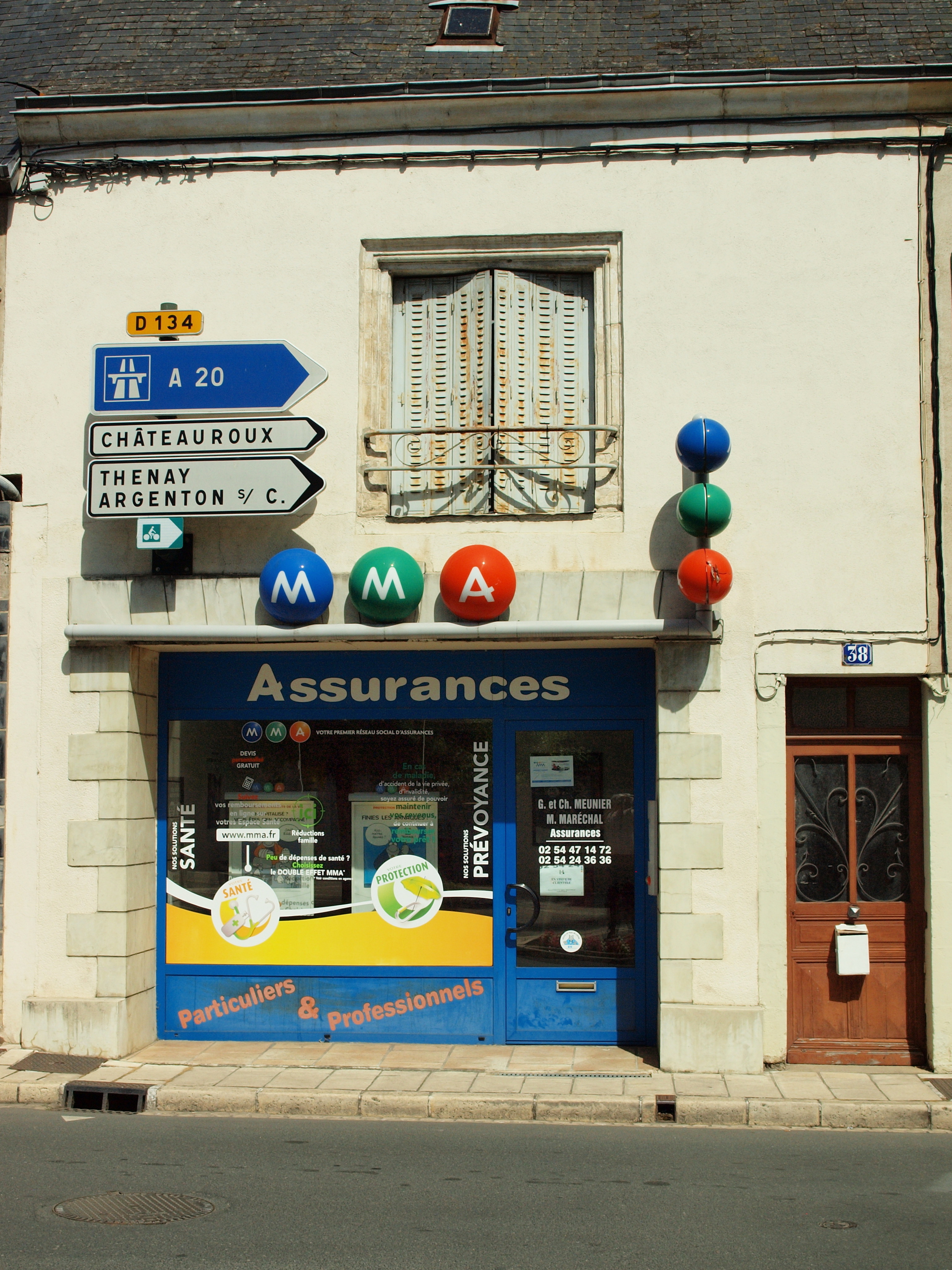
L’assureur en 2016.
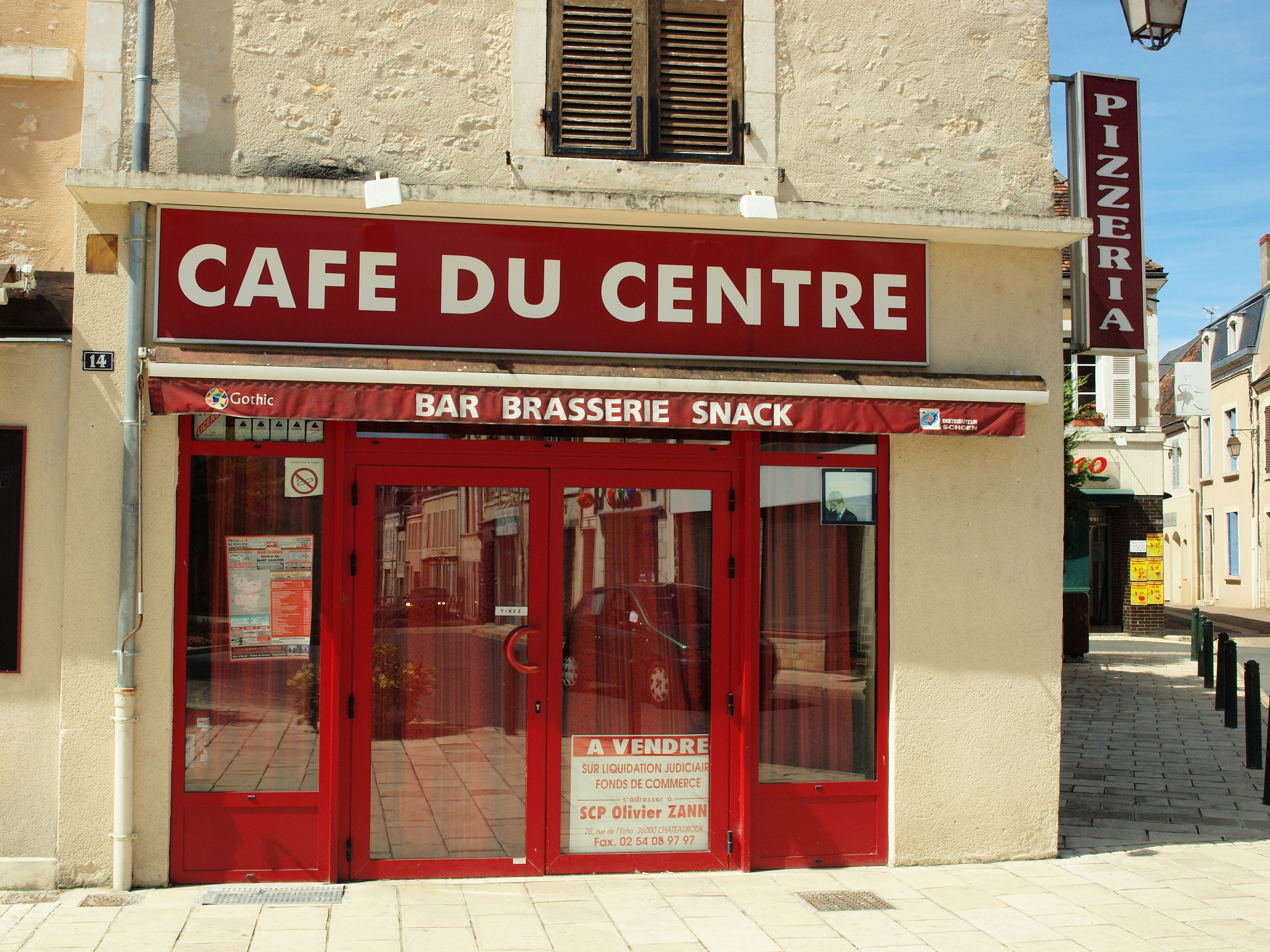
Le bar en 2016.

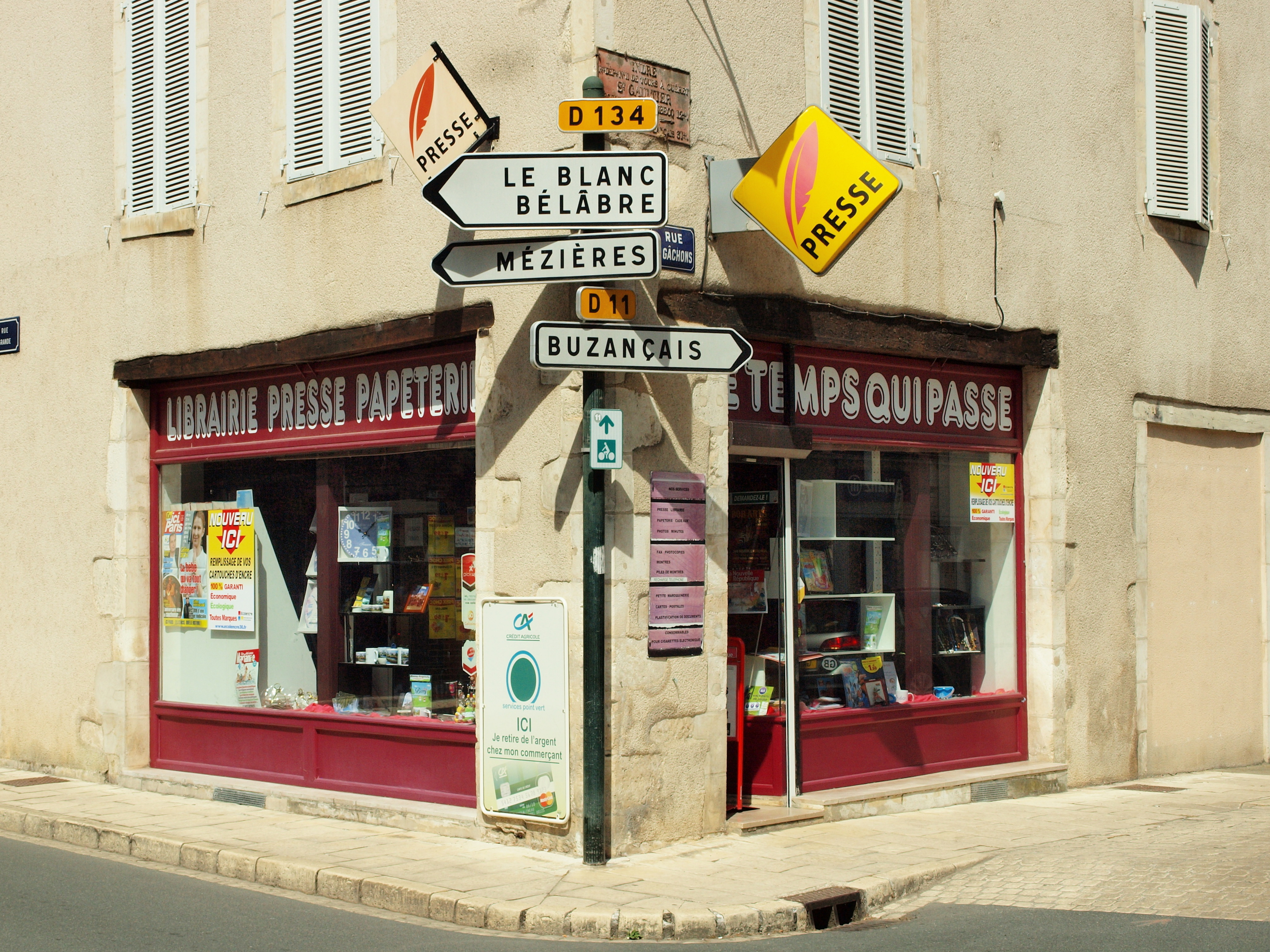
La librairie en 2016.
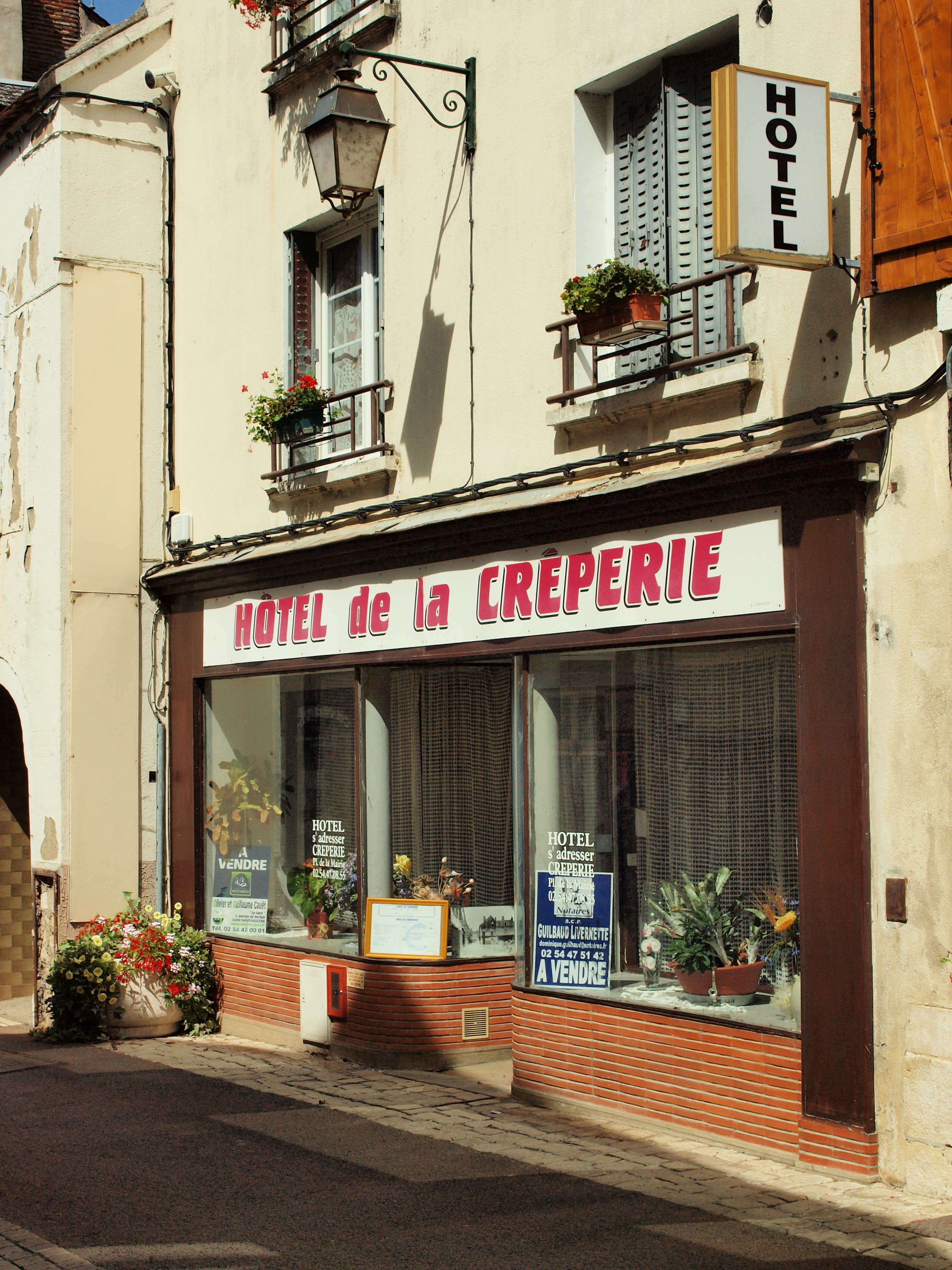
L’hôtel et restaurant en 2016.
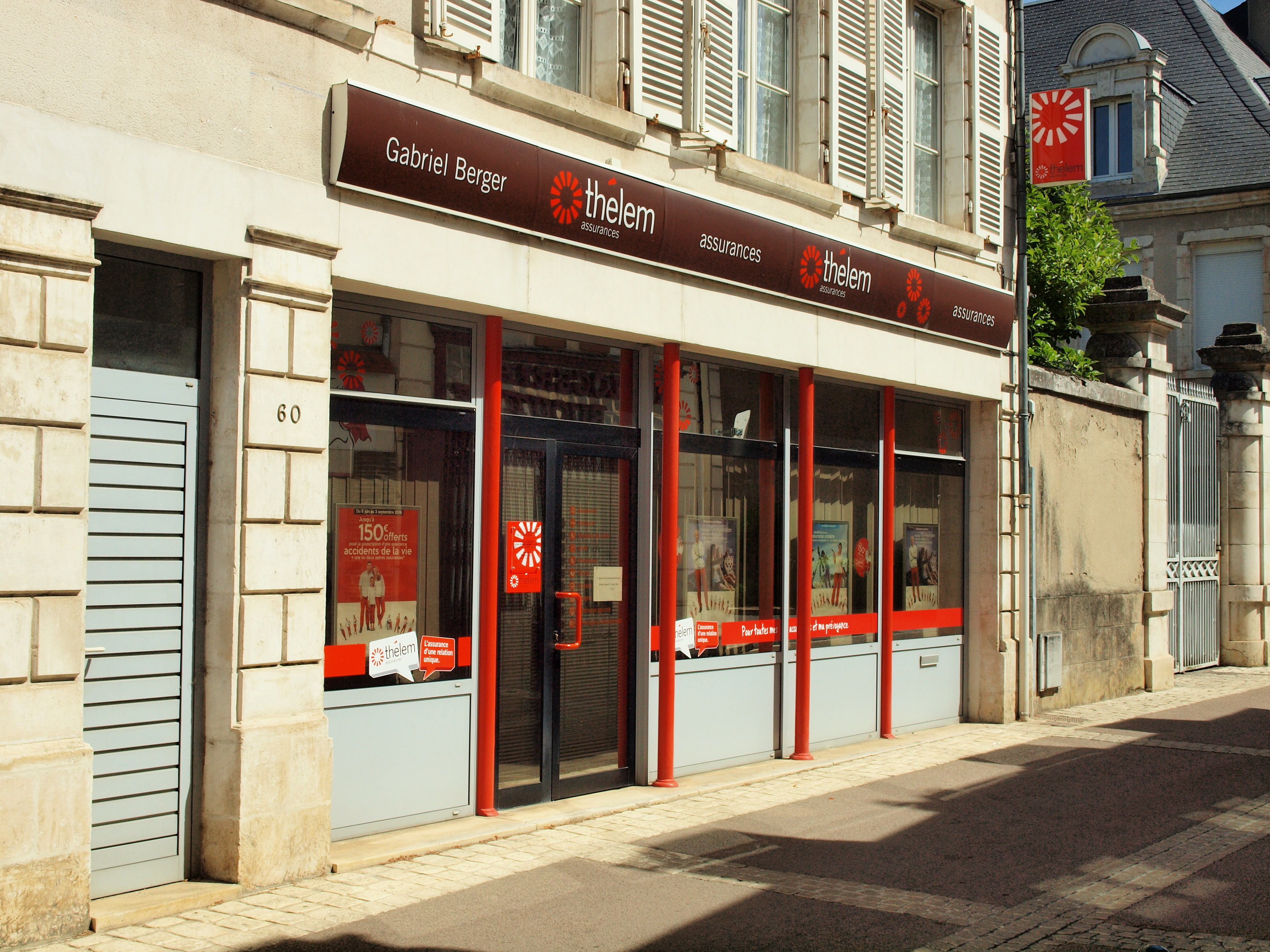
Une banque en 2016.

### Tourisme et hébergement
Deux campings sont présents dans la commune :
- le camping municipal L'Illon qui dispose de 90 emplacements[73] ;
- le camping l’Oasis du Berry qui dispose de 57 emplacements[74].

## Culture locale et patrimoine

### Lieux et monuments

#### Église Saint-Gaultier
L'église fut construite au XIIe siècle. L'église de l'ancien prieuré de Saint-Gaultier qui dépendait de l'abbaye de Lesterps en Charente. L’ancien prieuré était accolé à l’édifice religieux. Il est aujourd'hui devenu un collège d'enseignement général. L'édifice est classé au titre des monuments historiques, le 20 janvier 1913.

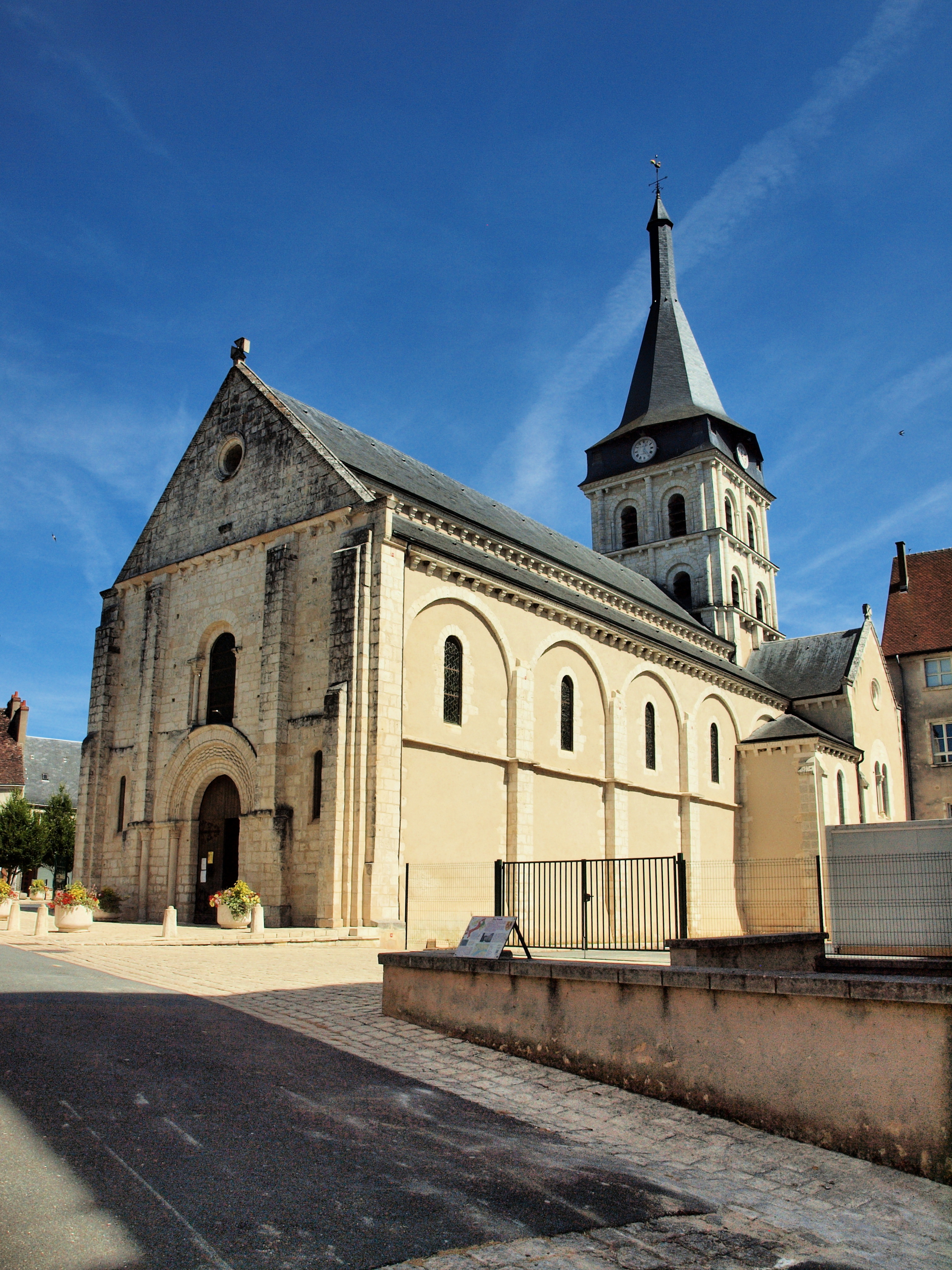
L'église Saint-Gaultier en 2016.

#### Chapelle Notre-Dame-de-Pitié

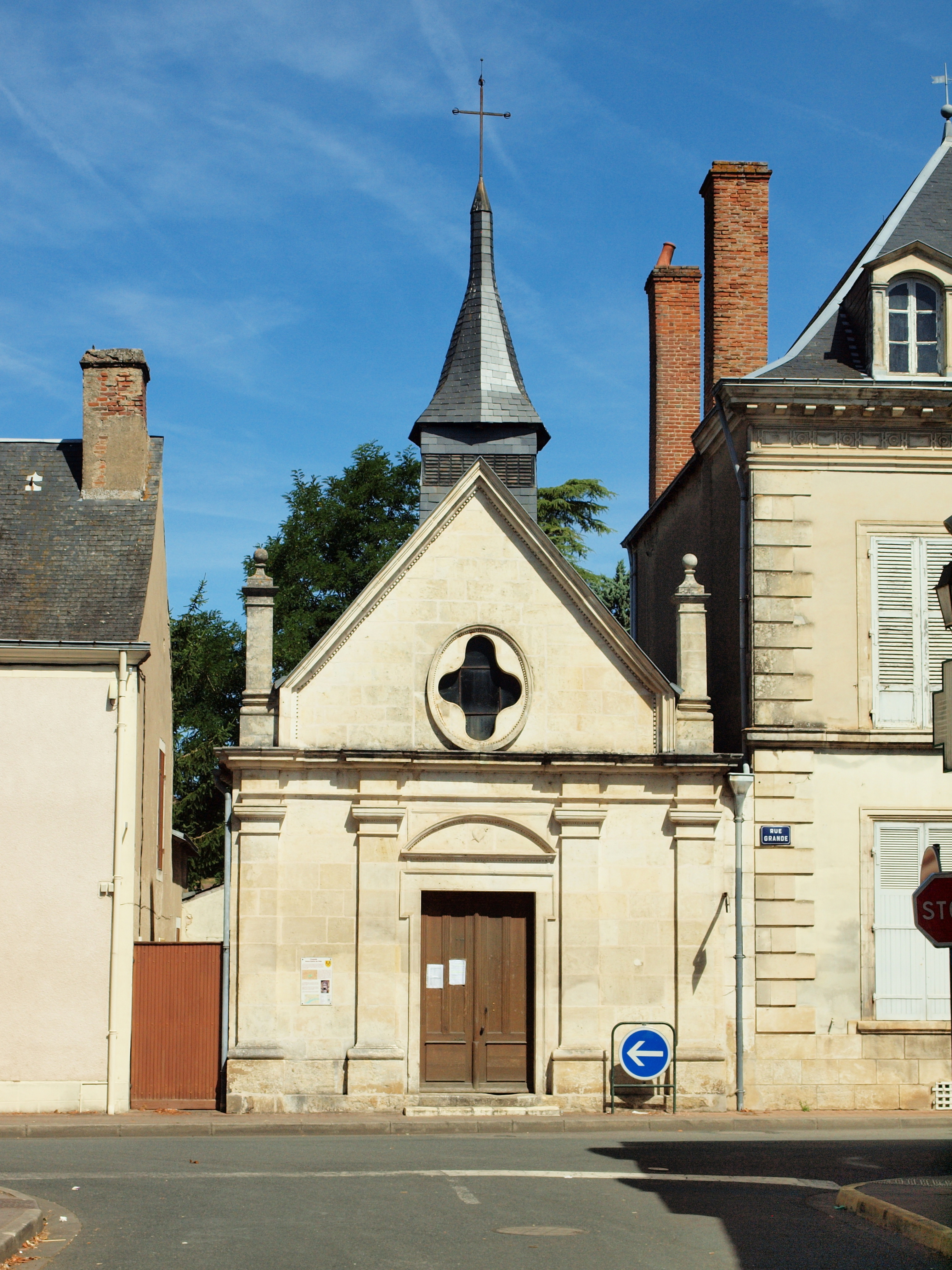
La chapelle Notre-Dame-de-Pitié en 2016.

#### Collège Jean-Moulin
Le Collège Jean-Moulin était une ancienne école de moines du XIIe siècle.

#### Autres
- Le monument aux morts érigé en 1921, situé sur la place de l'Hôtel-de-Ville. Il est surmonté de la statue La Victoire en chantant, réalisée par Charles Édouard Richefeu.
- Fontaine de l'église
- Vieilles bâtisses
- Cimetière

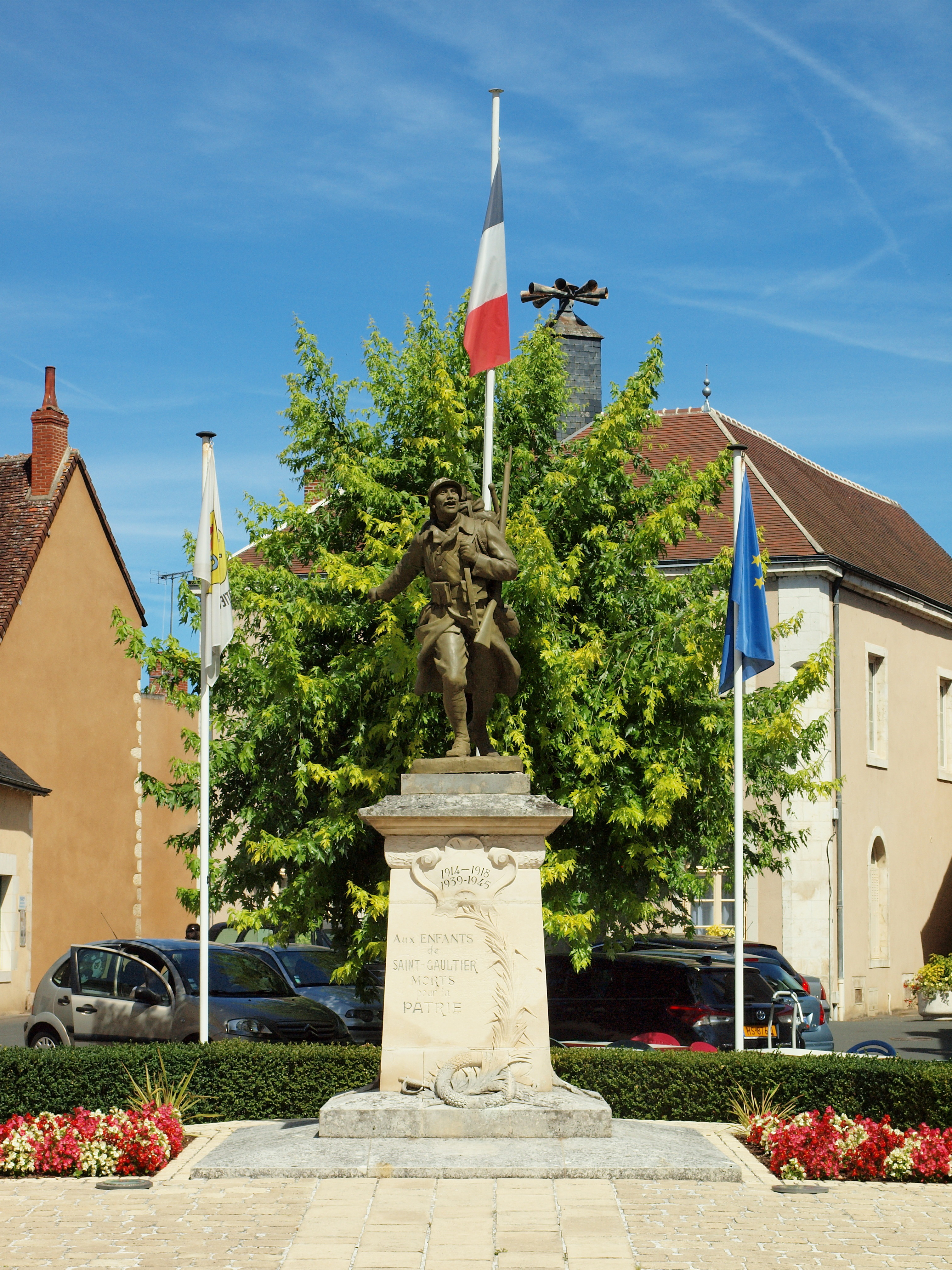
Le monument aux morts en 2016.
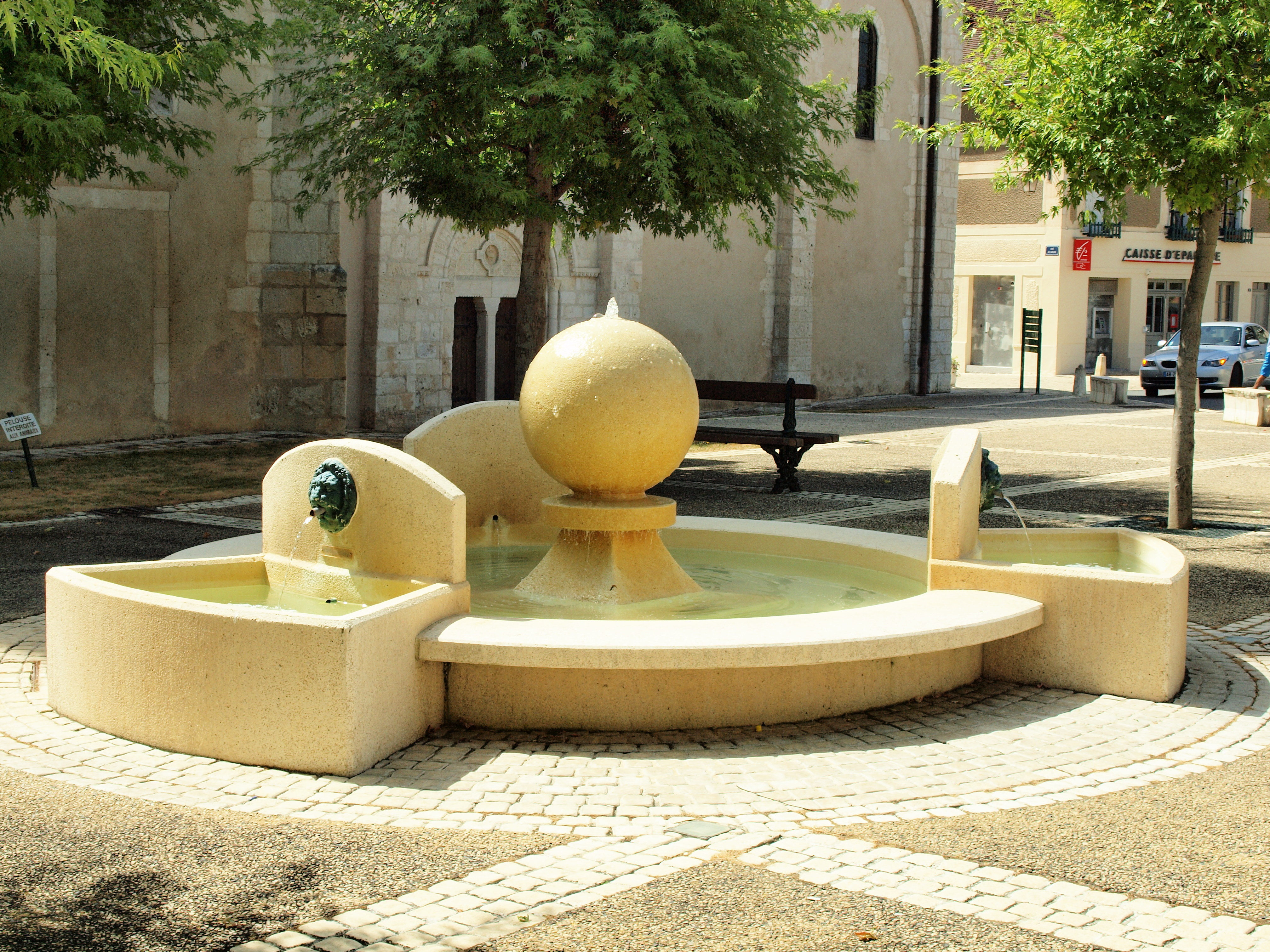
La fontaine de l'église en 2016.
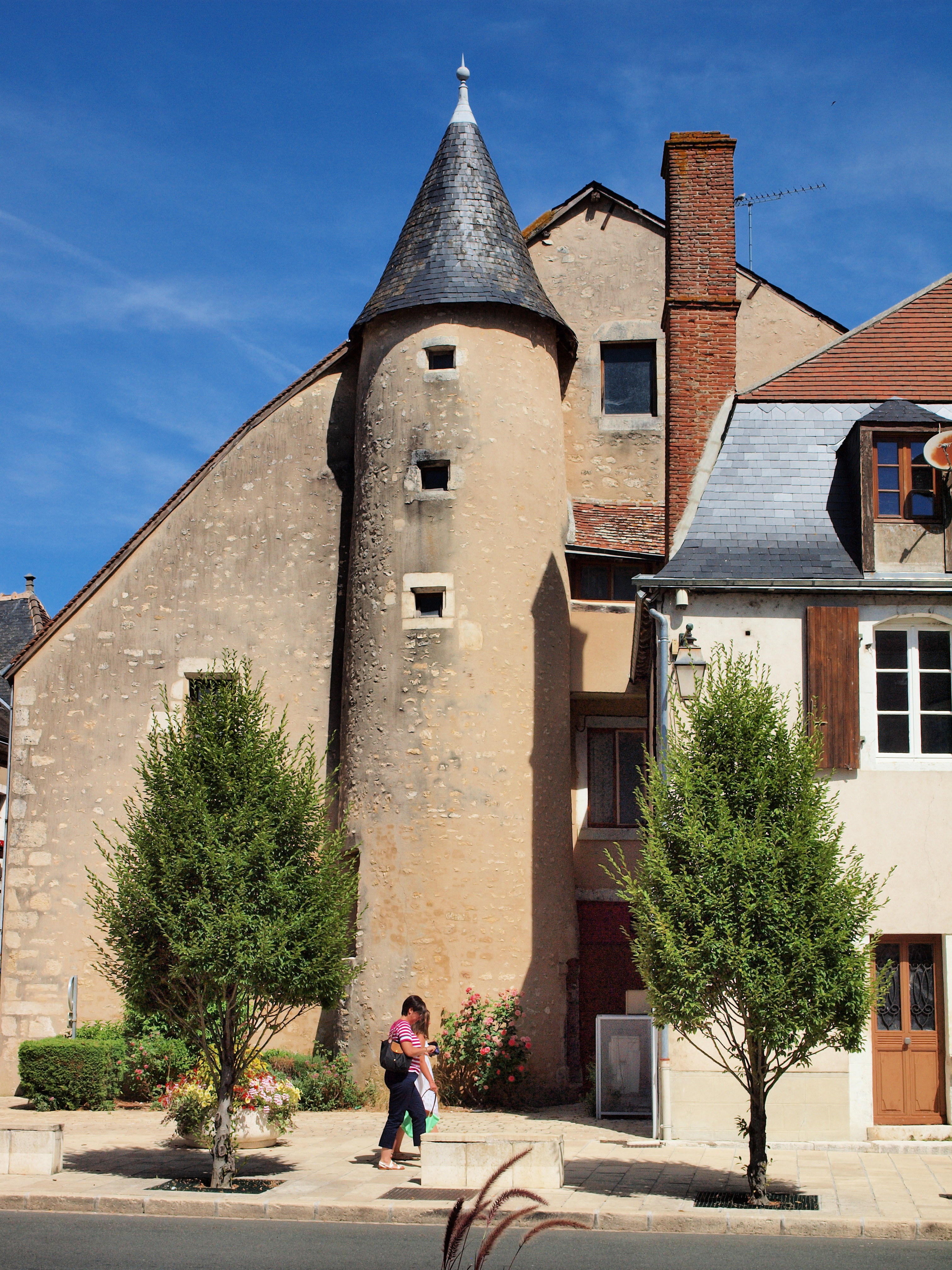
Une veille bâtisse en 2016.
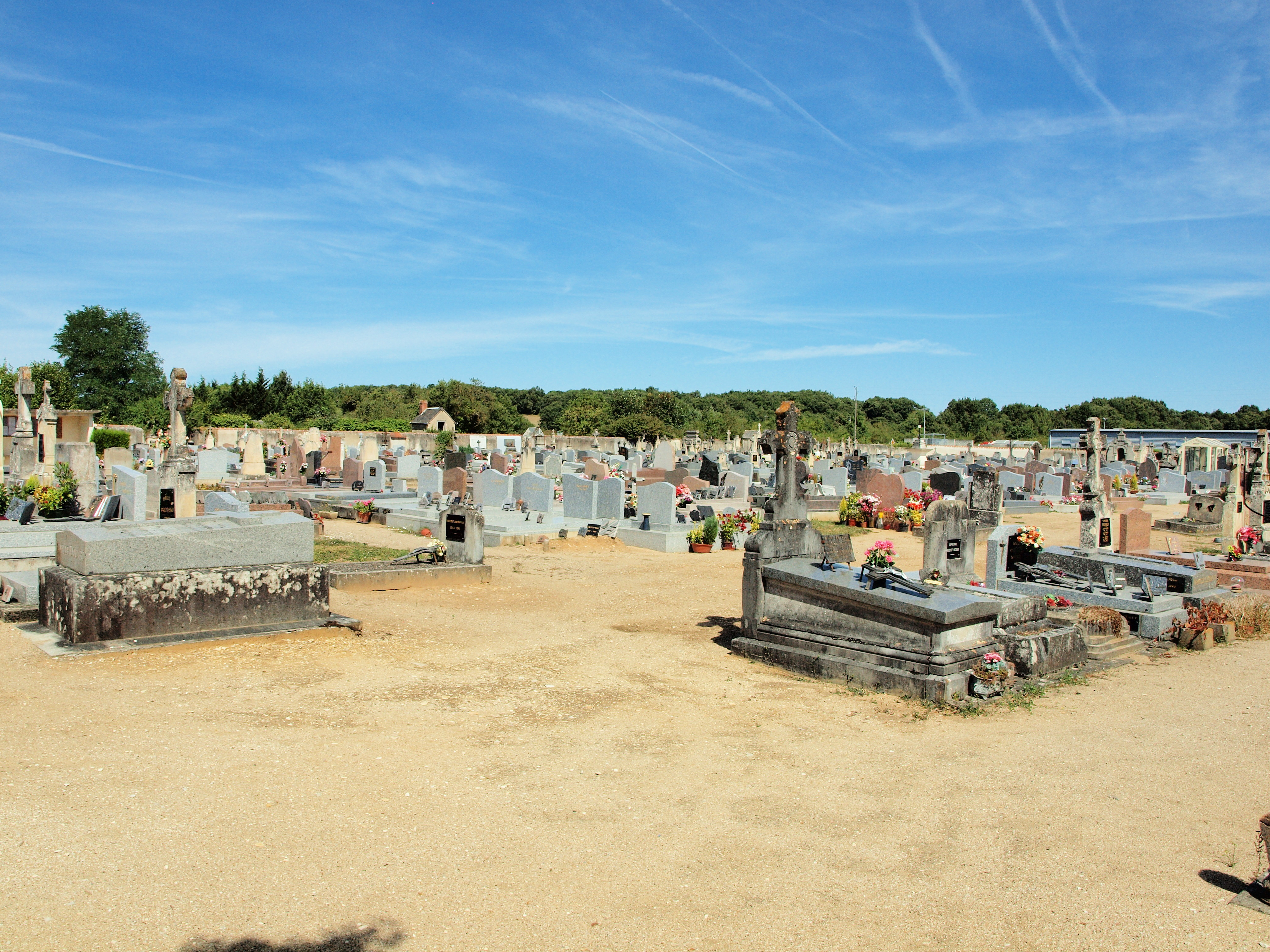
Le cimetière en 2016.

### Personnalités liées à la commune
- Sylvain Pérussault (1679-1753), prêtre jésuite, prédicateur et confesseur de Louis XV.
- Joseph Lescot de La Millandrie (1796-1862), homme politique né et décédé à Saint-Gaultier, député de l'Indre.
- Paul Deribéré-Desgardes (1848-1924), homme politique, député de la Mayenne de 1898 à 1906.
- Raymond Rollinat (1853-1931), herpétologiste français, né à Saint-Gaultier.
- Charles Dubost (1914-1991), pionnier de la chirurgie cardio-thoracique, né à Saint-Gaultier.
- Louis-Alfred Trolliet (1850-1919), architecte, mort à Saint-Gaultier. En 1888-1889, il se fit construire une grande demeure (dit "Château de Saint-Gaultier") sur un terrain proche du Champ de foire ayant appartenu à sa première épouse, originaire de Saint-Gaultier. Il conçut le monument aux morts de la guerre de 1870, érigé dans le cimetière de Saint-Gaultier, ainsi que la chapelle de la Bonne-Dame d'Argenton-sur-Creuse. Il participa à la construction et la rénovation de plusieurs châteaux, manoirs et belles demeures de la région. Il est inhumé en 1919 dans la chapelle qu'il avait dessinée pour sa famille au cimetière de la commune.

### Héraldique, logotype et devise
| Blason de Saint-Gaultier | Blason  | D’or aux deux bourdons de pèlerin avec leurs gourdes attachées passés en sautoir, l’un de gueules en bande, l’autre d’azur en barre brochant sur le 1er, cantonnés de quatre mouchetures d’hermine de sable rangées en fasce, deux à dextre et deux à senestre. |
| Blason de Saint-Gaultier | Détails | Le statut officiel du blason reste à déterminer. |